# Biesiedź
Biesiedź (biał. Бесядзь) – rzeka w Rosji i na Białorusi, lewy dopływ Soży (basen Dniepru). Długość wynosi 261 km, zlewnia – 5600 km². Średni przepływ w ujściu rzeki – 27,8 m³/s.